# 2017 في غانا
فيما يلي قوائم الأحداث التي وقعت خلال عام 2017 في غانا.

## سياسة

### تعيين في المنصب
- 7 يناير – نانا أكوفو أدو رئيس غانا.

### انتهاء فترة المنصب
- 7 يناير – جون دراماني ماهاما رئيس غانا.

## رياضة
- 1 يناير – غانا في بطولة العالم للألعاب المائية 2017

## وفيات

### أكتوبر
- 31 أكتوبر – أبو بكري ياكوبو (مواليد 1981) لاعب كرة قدم غاني.